# Sergueï Ierchov
Sergueï Viktorovitch Ierchov (en russe : Сергей Викторович Ершов) est un joueur russe de volley-ball né le 19 août 1993. Il mesure 2,08 m et joue central.

## Clubs
| Club                    | De        | À   |
| ----------------------- | --------- | --- |
| Gazprom-Iourga Sourgout | 2013-2014 | ... |